# Lovin' Molly
Lovin' Molly è un film del 1974 diretto da Sidney Lumet.